# Soldato in gonnella
Soldato in gonnella (Finders Keepers) è un film muto del 1928 diretto da Wesley Ruggles e, secondo IMDb, da Otis B. Thayer. La sceneggiatura si basa su Make Them Happy, racconto di Mary Roberts Rinehart apparso The Saturday Evening Post il 4 ottobre 1919.

## Trama
Barbara Hastings, figlia di un colonnello, si innamora di Carter Brooks, uno dei soldati che si trova nel campo di addestramento di suo padre. Nel giorno stabilito per le nozze, però, per il reggimento arriva l’ordine di andare oltreoceano. Essendo una borghese, Barbara non potrebbe restare nel campo militare, ma la ragazza si mescola alle truppe mettendosi anche lei in divisa, indossando l’uniforme di un soldato. Suo padre, benché si sia accorto dello stratagemma della figlia, dà comunque il suo permesso affinché il cappellano militare dell’Esercito celebri le nozze che uniranno in matrimonio i due fidanzati prima che le truppe partano. Barbara, però, non riesce ad arrivare in tempo. In ritardo, deve rincorrere il treno su cui si trova Carter, riuscendo alla fine a salire sull’ultimo vagone mentre il convoglio è già partito. Prima che la cerimonia sia completata, Barbara cade giù mentre il treno se ne va. Al ritorno di Carter dall’Europa, il cappellano ritrova i due fidanzati ai quali chiede in quale momento la cerimonia si è interrotta. Alla risposta di Barbara, “quando lui promette di rispettarmi”, il rito può riprendere.

## Produzione
Il film fu prodotto dalla Universal Pictures, girato negli Universal Studios, al 100 di Universal City Plaza, a Universal City.

## Distribuzione
Il copyright del film, richiesto dalla Universal Pictures Corp., fu registrato il 17 gennaio 1928 con il numero LP24886.
Distribuito dalla Universal Pictures, il film fu presentato in prima a New York il 4 marzo 1928, uscendo nelle sale statunitensi l’11 marzo 1928. Nello stesso anno, il film uscì anche in Finlandia il 30 luglio con il titolo Sotilasmorsian e, distribuito dalla European Motion Picture Company, nel Regno Unito,  il 1º ottobre 1928, in una versione lievemente ridotta di 1.798,6 metri. In Italia, ottenne il visto di censura numero 24498 nell’ottobre 1928. A Madrid, con il titolo Pantalones a la funerala, venne presentato il 4 febbraio 1929; in Irlanda uscì il 5 aprile 1929.
Il 3 settembre 2011, il film è stato presentato negli Stati Uniti al Cinecon Film Festival.
Copie complete della pellicola si trovano conservate negli archivi della Library of Congress di Washington.